# Literatura medieval española
Para las otras literaturas desarrolladas en la Península durante la Edad Media, véase: Literatura gallega medieval; Literatura catalana medieval; Literatura vasca medieval; Literatura hispanoárabe medieval; Literatura hispanohebrea.
Se entiende por literatura medieval española a las manifestaciones de obras literarias escritas en castellano medieval entre, aproximadamente, comienzos del siglo xiii y finales del siglo xv. Las obras de referencia para esas fechas son, por un lado, el Cantar de mio Cid, cuyo manuscrito más antiguo sería de 1207, y La Celestina, de 1499, obra de transición hacia el Renacimiento.
Dado que, como demuestran las glosas utilizadas en Castilla para explicar o aclarar términos latinos, hacia finales del siglo x el latín hablado se había distanciado enormemente de sus orígenes (empezando a dar paso a las distintas lenguas romances peninsulares), hay que sobreentender que la literatura oral estaría siendo producida en castellano desde bastante antes que la literatura escrita.
Así lo demuestra, por otro lado, el hecho de que distintos autores de entre mediados del siglo xi y fines del xi pudiesen incluir, al final de sus poemas en árabe o hebreo, versos que en algunos casos constituían muestras de lírica tradicional en lengua romance, lo que se conoce con el nombre de jarchas.

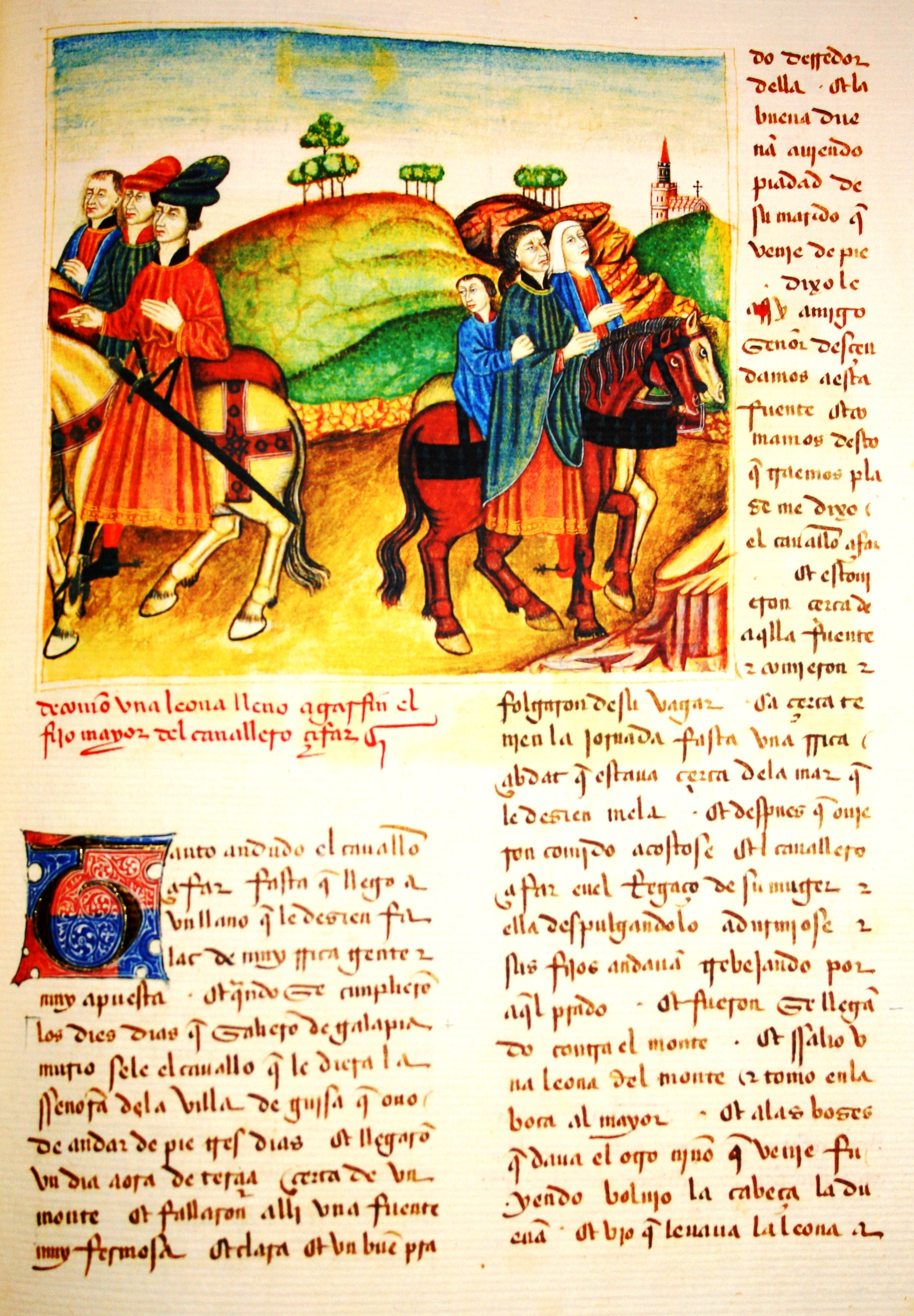
Libro del caballero Zifar, f. 32r del manuscrito de París. «De cómmo una leona llevó a Garfín, el fijo mayor del cavallero Zifar».

## Introducción: los géneros de la literatura medieval

### Los géneros de ficción
La composición literaria en lengua castellana (y, en general, en lengua romance) se hizo en sus comienzos en verso. Dos son las razones principales de ese hecho: por un lado, su carácter de literatura oral-popular (lo que implicaba su recitado con frecuente acompañamiento musical); por otro, que la escritura en prosa exigía una tradición en el uso del castellano (sobre todo para la consolidación de su sintaxis) que, dado el dominio culto del latín hasta bien avanzada la Edad Media, no pudo darse hasta el siglo xiii, cuando Alfonso X, el Sabio, decidió hacer del castellano una lengua de uso tanto para los asuntos de la administración del reino, como para la composición de sus obras historiográficas y de otros tipos.

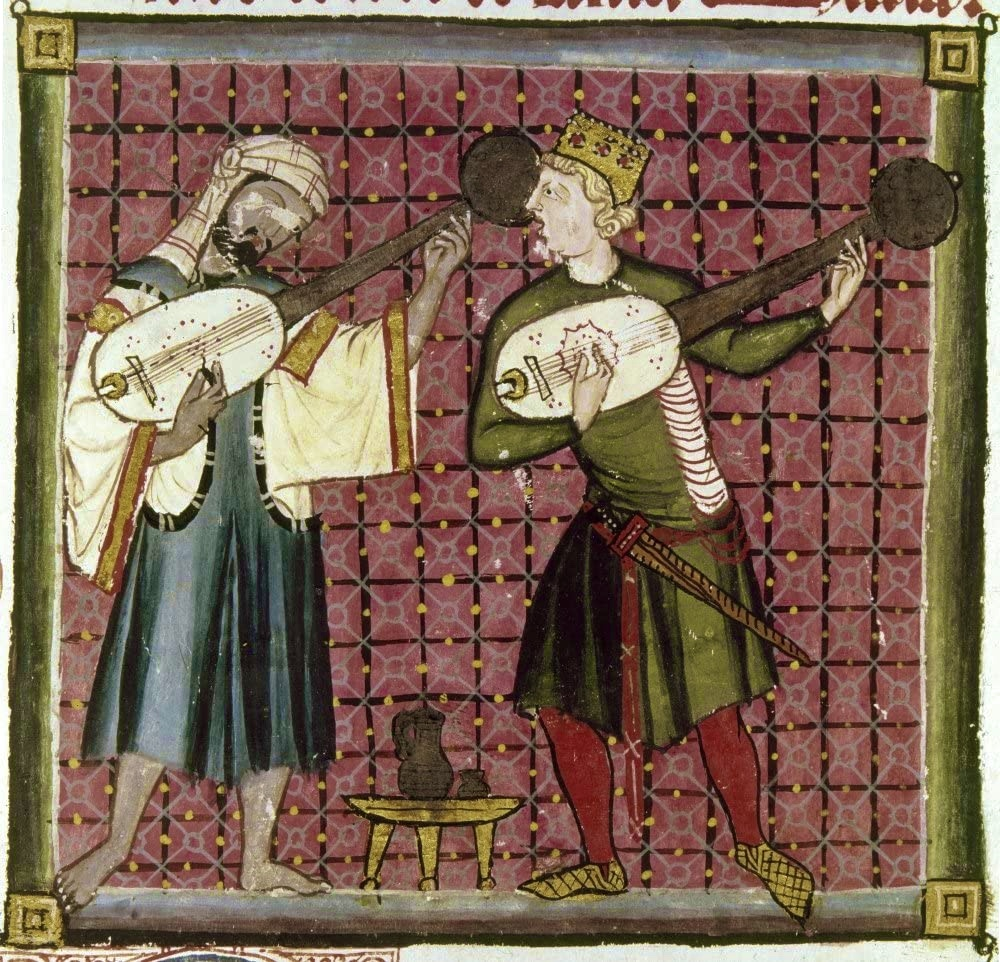
Miniatura de unos juglares en las Cantigas de Alfonso X el Sabio.

Así, pues, los primeros géneros que hay que considerar son la lírica tradicional y la poesía épica (cantares de gesta y romances), que, habiéndose recogido por escrito a partir del siglo xiii, serían testimonios de composiciones orales anteriores en el tiempo; ambos géneros conforman lo que se denomina la literatura del mester de juglaría, esto es, literatura compuesta para ser recitada. Además, hay que contar con el primitivo teatro castellano. 
Este teatro parece remontarse al siglo xi, en forma de representaciones relacionadas con temas religiosos. Así ocurre con el primer texto teatral en castellano, la Representación de los Reyes Magos, cuya única copia data de los años de tránsito entre el siglo xii y xiii, y que, por la lengua, puede datarse a mediados del xii. Posteriormente, y hasta La Celestina (cuya adscripción al género teatral es discutible) los ejemplos de teatro en castellano son siempre indirectos, a través de referencias en otras obras. 
Dentro ya de los géneros escritos, dado que la lengua de prestigio para la lírica culta (o cortesana) durante la Edad Media fue el gallego-portugués, la lírica culta en castellano no empezó a cultivarse hasta mediados del siglo xiv, apareciendo su figura más relevante, Jorge Manrique, en el siglo xv.
En cuanto a la prosa, 

las más tempranas muestras [de prosa] en castellano o en otro dialecto vinculado a él datan de finales del siglo xii y del reinado de Fernando III (1217-1252); son documentos históricos y textos jurídicos breves.
Pedraza Jiménez y Rodríguez Cáceres (2006, p. 31)

Con todo, ya en el mismo siglo xii, durante el obispado de Raimundo, se tiene constancia de que en el proceso de traducción de diversas obras de géneros variados (matemáticas, astronomía, medicina, filosofía...) al latín, se daba en muchas ocasiones el paso intermedio de traducirlas oralmente al castellano: primero de la lengua original a este y después, lo que tiene una singular importancia, del castellano al latín; tal proceso suponía que la lengua romance ya estaba plenamente constituida para expresar ideas abstractas o elevados cálculos.
Pero la plena consolidación del castellano como lengua escrita a todos los niveles se produjo en el siglo xiii. Esto posibilitó por un lado, la aparición de las obras del llamado mester de clerecía (poesía narrativa en verso de tipo culta: Milagros de Nuestra Señora, de Berceo y Libro de buen amor, de Juan Ruiz) y por otro, al lado de las obras de tipo ensayístico, de las primeras obras literarias narrativas en prosa: cuentos que, en principio, eran traducciones/adaptaciones realizadas por el taller de Alfonso X, y que ya en el siglo xiv pasaron a ser creaciones originales (aunque con un importante trasfondo popular), bien en forma de relatos de aventuras de ficción próximos ya al género novela (Libro del caballero Zifar), bien en forma de colecciones de cuentos, como es el caso de El conde Lucanor de don Juan Manuel.

### Los géneros deno ficción
Hasta bien entrado el siglo xiii las lenguas de erudición fueron el latín, el árabe y el hebreo, en las que se escribía todo lo que tenía que ver con la religión, la historia y la ciencia. Durante el reinado de Fernando III de Castilla (1217-1252), el castellano se fue convirtiendo en lengua escrita-literaria.

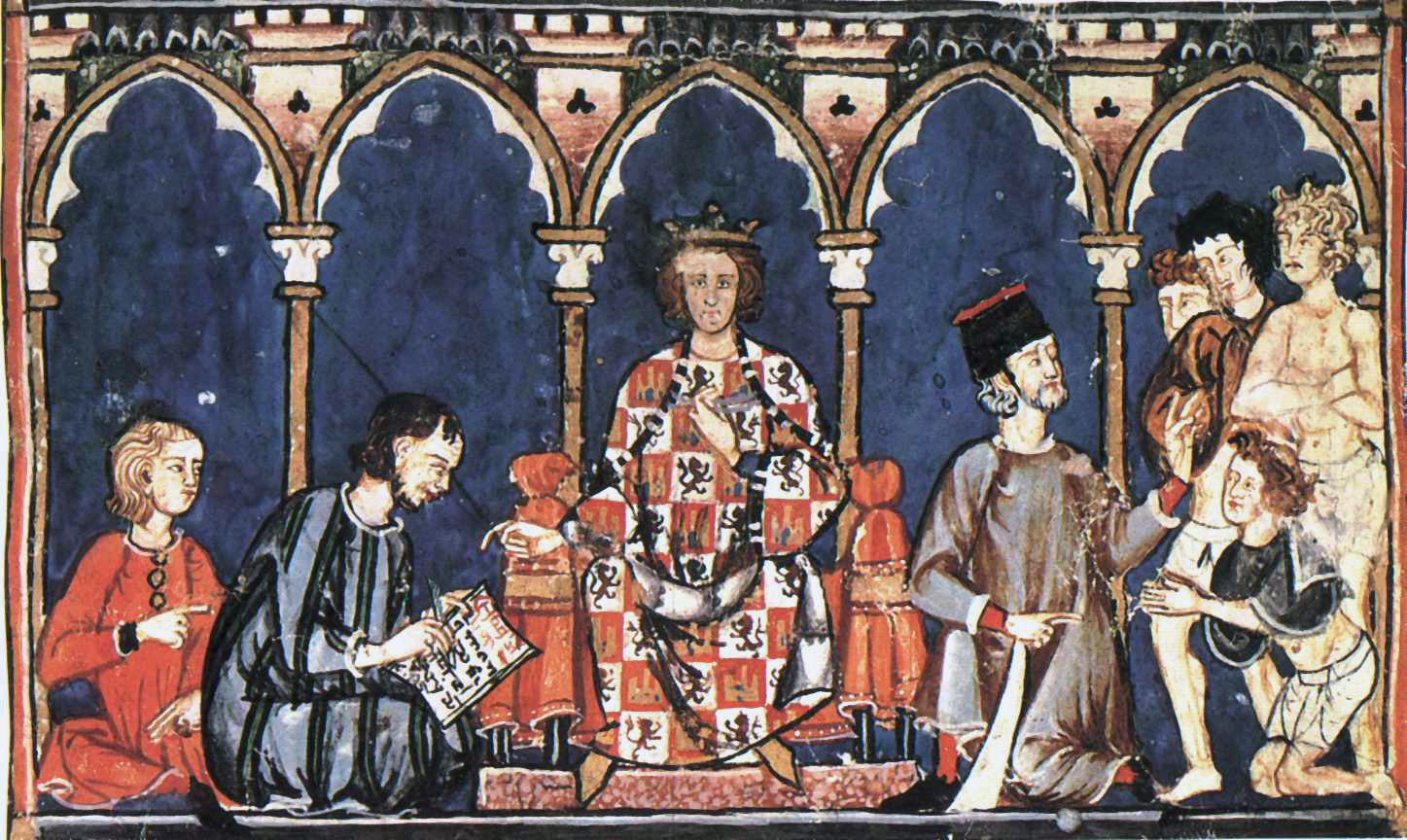
Alfonso X el Sabio

Como se ha señalado antes, el origen de la literatura castellana está en verso, y no en prosa, porque la técnica de enseñanza de la lengua se basaba en la imitación de los textos literarios clásicos, los cuales estaban en verso. Luego, cuando se produce la consolidación de las técnicas poéticas y en pleno desarrollo de sus posibilidades expresivas (con el mester de clerecía), los asuntos que antes se escribían en verso se traspasan al dominio formal de la prosa. Esto está, también, en relación directa con la maduración del sistema político y social: la prosa, más difícil que el verso, tiene mayor capacidad para relacionar las distintas unidades lógicas y dialécticas del pensamiento humano.
Así, el contenido de las primeras obras que se escriben en prosa castellana es, principalmente, de tipo histórico y van apareciendo a lo largo del siglo xii. En primer lugar, están las Corónicas (h. 1186) del Fuero general de Navarra, breves narraciones en forma de anales. En segundo lugar, aparecen unos escuetos Anales toledanos primeros (muy impregnados de mozarabismos). Después, el Liber regum (h. 1196-1209), originalmente en romance navarro y traducido a principios del xiii al castellano. Hay, también, diversos contratos y diplomas, de carácter particular, que, al usar el castellano, reflejan las dificultades de comprensión que planteaba el latín escrito, algo que quedaba manifestado en el continuo uso de glosas a partir del siglo x. 
Consecuentemente, desde finales del siglo xii y por razones políticas, se fijan por escrito normas jurídicas en una lengua comprensible para la mayoría: el castellano. Y, poco a poco, se van desarrollando ciertos recursos narrativos en los textos jurídicos: por ejemplo, los exempla o cuentecillos ilustrativos de distintos casos. Además, en el desarrollo de la prosa en castellano son muy importantes las traducciones, que fueron iniciadas por el arzobispo Raimundo en Toledo (con la llamada escuela de traductores), pues se trataba de un ejercicio lingüístico muy beneficioso, entre otras cosas, para flexibilizar la sintaxis del castellano.
Con todo, la figura esencial de la cultura en castellano de esta época es Alfonso X; su actividad

como impulsor y cultivador de la ciencia y las letras es de extraordinaria envergadura, pues su nombre aparece al frente de tratados científicos, obras legales, compilaciones históricas y composiciones poéticas, líricas y narrativas, de amor y de burlas, y cantigas religiosas.
Alvar, Mainer y Navarro (2005, p. 102)

Tanto él como, después, su hijo Sancho IV, promovieron como reyes de Castilla y León la elaboración de un considerable número de obras de muy distintos géneros ensayísticos.

#### Historiografía
A la labor historiográfica es a la que le debe su mayor prestigio Alfonso X; su producción en este ámbito está compuesta por dos títulos: la Estoria de España y la General Estoria.

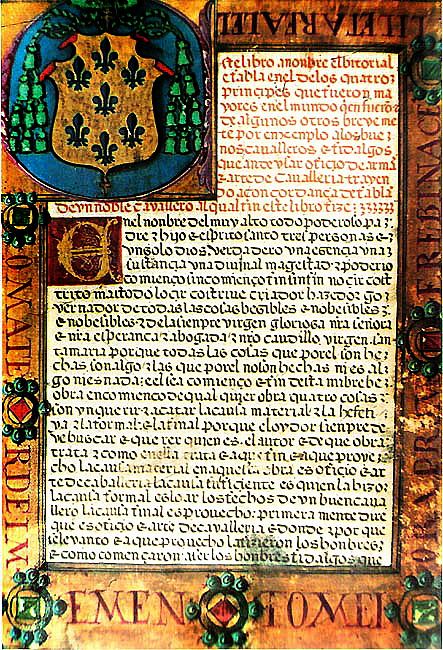
Portada de El Victorial, manuscrito 17648 f.º 1r. Biblioteca Nacional de España.

Otras obras y autores vinculados a la historia son:
La Fazienda de UltramarUn libro del primer cuarto del siglo xiii que constituye un itinerario geográfico e histórico como guía de peregrinos a Tierra Santa;
La Gran conquista de UltramarUn relato que contiene una crónica muy novelesca de la conquista de Jerusalén durante la Primera Cruzada y que data de entre 1291 y 1295 en su primera redacción;
El Victorial o Crónica de Pero NiñoEscrita por su alférez Gutierre Díez de Games: narra las hazañas de este personaje, que encarga su propia historia;
La Embajada a TamorlánEn libro de viajes medieval escrito en 1406 por Ruy González de Clavijo, cuyo contenido es una relación de la embajada que este autor realizó, junto con el dominico Alfonso Páez de Santamaría, a Samarcanda ante el rey Tamerlán;
Fernán Pérez de Guzmán (1378-1460)Sobrino de Pero López de Ayala y señor de Batres: es el primer autor de retratos en la literatura castellana, titulados Generaciones y semblanzas (1450); recoge biografías de personajes ilustres contemporáneos o próximos en el tiempo;
Hernando del Pulgar (h.1430-1492)Cronista de Enrique IV y de los Reyes Católicos, quien escribe otro libro de retratos: Claros varones de Castilla, a imitación de las Generaciones y Semblanzas.
Especialmente, la historiografía en el siglo xv está protagonizada por Enrique de Villena (1384-1434). Su texto más importante es Los doce trabajos de Hércules (1417), previamente escrito en catalán. Se trata de una obra compleja en la que, partiendo de la mitología clásica y a través de un método interpretativo, expone su visión de la sociedad de su época. La producción de Enrique de Villena supuso una innovación en la prosa española, por su erudición y restauración de la sintaxis latinizante —imitadora de la latina—.

#### Obras religiosas
Las obras medievales de contenido religioso son, básicamente, del siglo xiii, en concreto las derivadas de la traducción a lenguas romances de la Biblia y de la redacción de una literatura doctrinal o catecismos.

#### Obras didácticas
Las obras encaminadas a la enseñanza de algún tipo de conocimiento se materializaron, en primer lugar, en la llamada literatura sapiencial, que se desarrolló a lo largo del siglo xiii en forma de colecciones de sentencias, bien originales, bien de versiones de originales en árabe.
Dentro de la didáctica, deben incluirse también los sermones, cuya técnica, dada la supremacía de los religiosos como autores literarios, fue de una enorme influencia. Había dos tipos de sermones: los cultos (en latín) y los populares, en lengua romance. Este segundo, dado el tipo de auditorio al que iba dirigido (mezcla de laicos y letrados), abundó en el uso de recursos como los exempla (cuentos ilustrativos extraídos de la Biblia y otras historias, reales o ficticias con finalidad moralizadora); además de los exempla, los sermones utilizaban también las sententiae, o dichos de hombres famosos, originadas en la retórica y el cristianismo primitivo.
A mediados del siglo xiii se tradujeron del árabe textos de carácter moralizante o didáctico. Entre ellos están el Libro de los buenos proverbios, los Bocados de oro, el Libro de los cien capítulos y las Flores de filosofía.
En el siglo xiv se compuso también una obra singular: los Proverbios morales (1355-1360) del judío Santob de Carrión. Muy vinculados con las enseñanzas judías, los proverbios están dedicados a Pedro I de Castilla y están escritos en cuartetos heptasilábicos o dípticos alejandrinos con rima interna; su contenido expresa un relativismo moral muy pesimista basado en la contemplación de la vida cotidiana.
Además de estas colecciones de proverbios, en la Edad Media se dieron también obras destinadas a la educación de príncipes e infantes. A esta tradición pertenece obras trasladadas desde el árabe como Calila e Dimna, el Barlaam y Josafat y el Sendebar, que aunque más tarde fueron leídas como compilaciones de cuentos, habían sido concebidas en origen como textos para el adoctrinamiento de príncipes.
A la prosa doctrinal pertenece, también, un tratado de Alfonso Martínez de Toledo (1398-1468), capellán de Juan II y de Enrique IV, titulado El Arcipreste de Talavera o El Corbacho.

#### Obras jurídicas y legislativas
La práctica textual vinculada al derecho tiene sus primeras muestras en castellano con los fueros y las cartas pueblas, documentos de alcance específico en Castilla y León que, por un lado, pretendían recopilar los privilegios de cada localidad y, por otro, legislar sobre la repoblación de los terrenos fronterizos.
La llegada al trono de Fernando III conllevó la búsqueda de una legislación unificada; el primer paso fue la traducción del Liber iudicum: el Fuero juzgo se instauró, así, como obra de referencia legal para el territorio conquistado bajo su reinado. El segundo paso fue, ya, original, en el sentido de iniciar un nuevo corpus legal, el Setenario.
Alfonso X, por su parte, no solo termina el Setenario, sino que, apoyándose en él, redacta las Siete partidas, obra que refleja su interés por imponerse en sus territorios. 

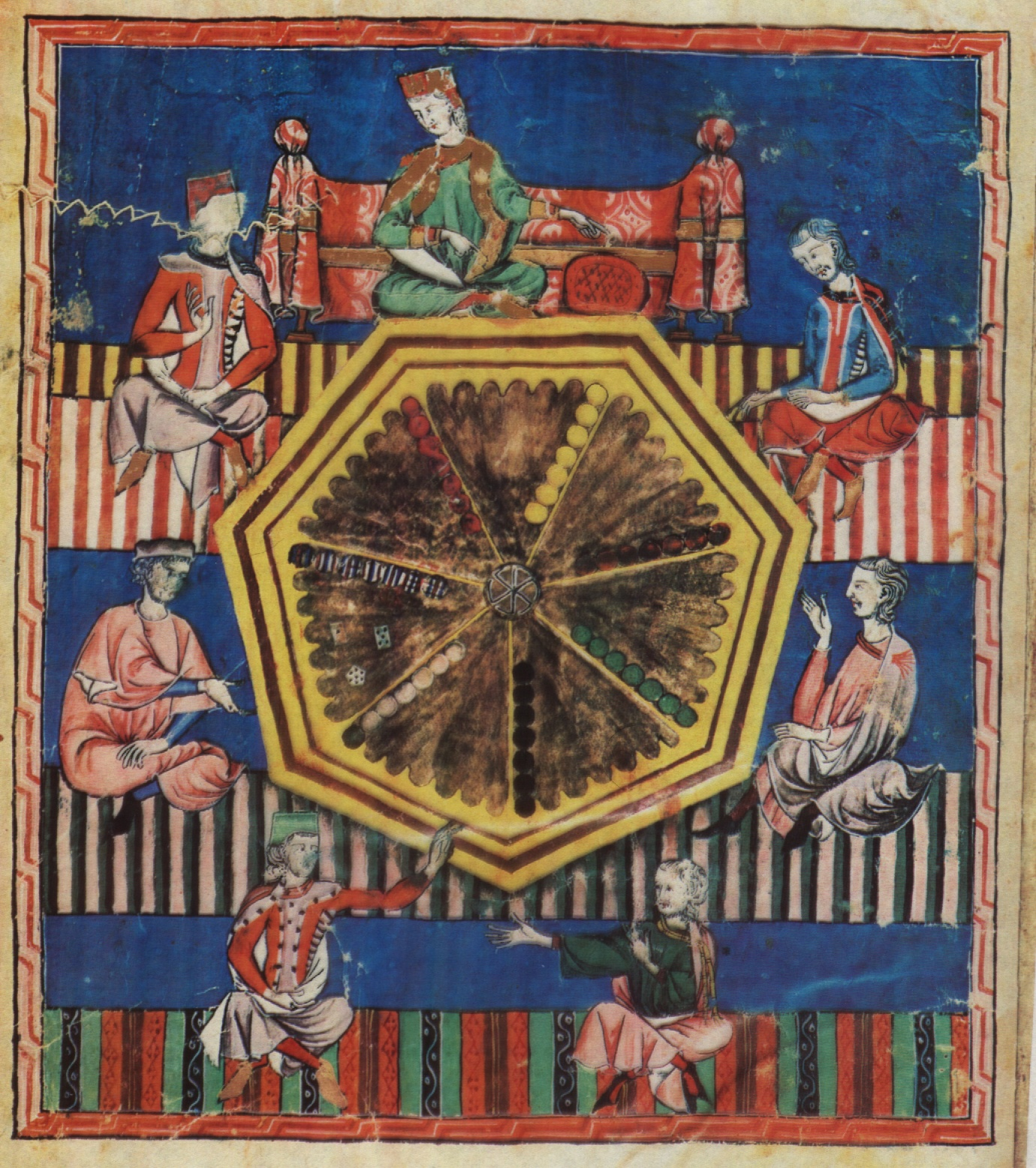
El juego de tablas astronómicas, del Libro de los juegos.

#### Obras científicas
El concepto de «lo científico» era muy amplio en la Edad Media, e incluía astronomía, astrología, tratados sobre las propiedades de las piedras (El lapidario), las plantas y la magia.
El interés de Alfonso X por la astrología lo puso en contacto con sabios judíos y árabes, de quienes aprovechó sus traducciones latinas o encargó nuevas versiones romanceadas. Con ellas, elabora textos como el Libro del saber de astrología, colección de tratados sobre temas astronómicos, el Libro complido en los judizios de las estrellas, adaptación del tratado de Ali ibn ar-Rigal (Ali ben Ragel), o el Libro de la ochava esfera. También escribió tratados sobre instrumentos de medición o unas tablas astronómicas, pues su objetivo era descubrir el porvenir (astrología judiciaria). Por ello consultaba a sus estrelleros al tomar decisiones, lo que le valió el recelo y desconfianza de clérigos e intrigantes cortesanos. Se acercó a temas relacionados con la magia, en su Libro de las formas et de las imágenes o en su versión, parcialmente conservada, del Picatrix árabe.

## La poesía lírica

### La lírica popular
La lírica popular medieval comprende una variada tradición de composiciones propias del acervo popular, predominantemente rural, utilizadas preferentemente durante el trabajo y las fiestas, por lo que, a menudo, eran canciones asociadas al baile (también, hay canciones de camino, rimas infantiles, etc.). Así, pues, considerados como textos puestos por escrito, hay que tener en cuenta que bajo tal versión aparecen como textos poéticos aislados de su primitiva unidad artística, que reunía letra y música.
Desde finales del siglo xv muchas de estas composiciones fueron fijadas textualmente e incluidas en los grandes cancioneros de los siglos xv y xvi.
La lírica popular castellana comparte una serie de elementos que resultan una constante en la expresión literaria de diferentes tradiciones europeas, de ahí, por ejemplo, que muchos de sus textos recuerden a las cantigas de amigo gallego portuguesas. 
Los contenidos, casi siempre vinculados al amor (la muerte por amor, la pena por la separación, etc.), se centran en motivos tales como la descripción de la mujer (por ejemplo, fijándose en sus cabellos, muchas veces símbolo de virginidad), las localizaciones en ámbitos naturales donde hay agua (que simboliza la cita amorosa y el erotismo) o flores (también de simbología sexual), o con la presencia del aire o el viento, símbolos de la comunicación amorosa. 
En muchas ocasiones, la voz lírica es una voz femenina, que lamenta ante un confidente (generalmente la madre, la hermana, la amiga o la naturaleza) la distancia respecto al ser amado por motivos que abarcan la ausencia, la pérdida o el duelo.
Derivados de esos contenidos, es posible aislar una serie de temas frecuentes en la lírica popular: el amor y la naturaleza, entrelazados y confundidos; la niña enamorada que no quiere ser monja; el elogio de la propia belleza por parte de la voz lírica femenina; el rechazo del matrimonio; los malos que enturbian la relación amorosa; la caza de amor; etc. 
Formalmente, suelen ser composiciones breves, de dos a cuatro versos de arte menor (habitualmente, de seis a ocho sílabas), irregulares y con rima asonante. Dada su raigambre oral, son muy ricas en recursos fónicos (repetición de vocales, disposición regular de los acentos, etc.) y paralelísticos. 
En cuanto a su forma estrófica, hay predominancia de los pareados, tercetos, cuartetas, etc. A veces, presentan una glosa que desarrollan o bien desdoblan el estribillo, con una narración más objetiva. El villancico es la estrofa característica: dos o tres versos, variables silábicamente aunque preferiblemente de ocho a seis sílabas, y con un esquema rítmico abb. Se estima que existieron en Castilla desde el siglo xiii.
También del zéjel, composición poética de origen árabe, hay ejemplos en las Cantigas de Alfonso X el Sabio, en el Libro de buen amor y en varios poetas cultos del xv, como Juan Álvarez Gato y Gómez Manrique. 
Estilísticamente, la expresión es sencilla y elemental, reflejando una actitud emocional ingenua y misteriosamente irracional; hay una ausencia casi total de metáforas, prefiriéndose las imágenes visuales que denotan impresiones directas de una realidad exterior frecuentemente subjetivizada y cargada de un simbolismo ancestral; por último, la expresión de los sentimientos amorosos se realiza de forma abierta, patética, con énfasis y de forma reiterada.

### La lírica culta

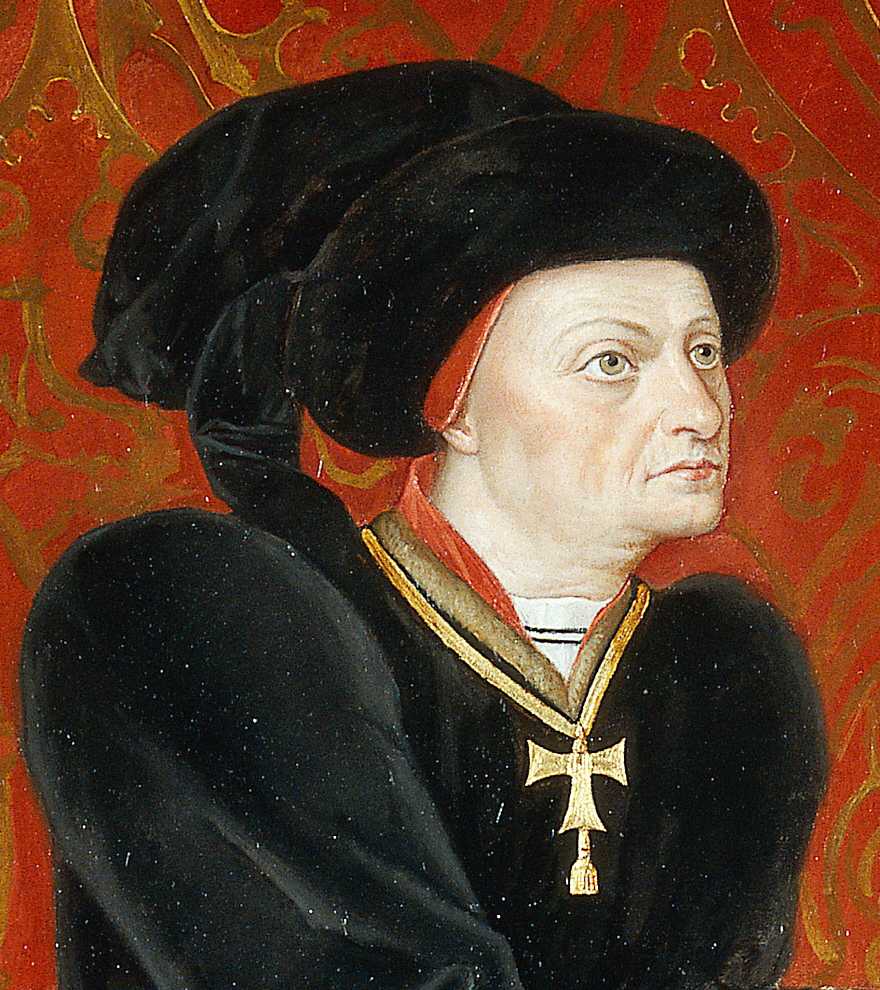
Íñigo López de Mendoza, el «Marqués de Santillana».

La llamada lírica culta castellana es la poesía elaborada en las cortes de los reyes medievales Juan II de Castilla, Enrique IV de Castilla y Reyes Católicos por parte de los caballeros que vivían en ellas (reyes, políticos, magnates...) y que nos ha llegado a través de los cancioneros del siglo xv. Se extiende a lo largo de siglo y medio, desde los primeros poemas del Cancionero de Baena (h. 1370), hasta la segunda edición del Cancionero geral (1516) de García de Resende. Se la puede considerar como "la más impresionante muestra de poesía cortesana de toda la Europa medieval. Los grandes poetas cultos castellanos de esta época fueron Pero López de Ayala, el Marqués de Santillana, Juan de Mena y Jorge Manrique.
Las características más sobresalientes de la lírica culta castellana son herencia de la lírica gallegoportuguesa: fundamentalmente, la terminología métrica y la concepción del amor cortés (en la que el goig o alegría del amor provenzal ha sido sustituido por la coita o pena).
Se trata de una poesía esencialmente social, y no tan subjetiva, íntima, como la tradicional. Esta función social se ejemplifica en los diversos temas tratados: la política, la moral, la filosofía, la teología, el amor cortés, etc. A diferencia de lo que ocurría en la lírica tradicional, la lírica culta ya no asocia de forma radical la letra y la música; así, aparecen las primeras composiciones líricas destinadas solo a la lectura y no al canto, con lo que la composición hubo de responder a otras necesidades y objetivos: posibilidad de mayor extensión, búsqueda de nuevos niveles de significación con la alegoría, fijación de géneros (canciones y villancicos), etc.
Las estrofas comienzan a definirse y a centrarse en diferentes formas, tomando, como base, el verso de ocho sílabas y el de doce.  
Los temas de esta poesía derivan, básicamente, de la poesía provenzal de los trovadores occitanos: el amor y sus variaciones. En la Península se añaden algunas características, como las alegorías -personajes basados en ideas abstractas-, los juegos de palabras complejos, la falta de paisaje y de descripción física, la aceptación de la desgracia por parte del amante, etc. 
Esta poesía suele recogerse en libros de poemas llamados habitualmente cancioneros. Destacan tres: 
El Cancionero de BaenaRecopilado hacia mediados del siglo xv para el rey Juan II de Castilla.
El Cancionero de EstúñigaCopiado en Italia, en la Corte de Nápoles; incluye poemas de Juan de Mena o Íñigo López de Mendoza, Marqués de Santillana.
El Cancionero GeneralRecopilado por Hernando del Castillo en Valencia, 1511, donde hay poesías de Fernán Pérez de Guzmán, Jorge Manrique, Florencia Pinar, acaso la primera poetisa española, y los citados más arriba, Juan de Mena e Íñigo López de Mendoza.
Para completar el panorama de la poesía de esta época, se pueden añadir otras obras muy diversas en su forma y géneros: 
- las Danzas de la muerte;
- la poesía satírica, como las Coplas de Mingo Revulgo o las Coplas de la panadera;
- los poemas de debate, que dan forma dramática a la confrontación de dos o más puntos de vista sobre un tema. El más antiguo ejemplo de este tipo de poemas es la Disputa del alma y el cuerpo, compuesto, probablemente, a finales del siglo xii, y que es una adaptación de un debate francés. Otro poema importante de este género es Elena y María (sobre las disputas estamentales en la Edad Media), pero la obra maestra del género es la Razón de amor con los denuestos del agua y el vino, obra cuyo tema no está claro: alegoría cristiana, formulación literaria de una herejía cátara, la necesidad de la reconciliación entre contrarios, etc.
- los poemas hagiográficos en versos octosílabos titulados Vida de Santa María Egipcíaca y Libro de la infancia y muerte de Jesús, transmitidos en el mismo manuscrito del siglo xiv en que aparece el Libro de Apolonio y copiados, probablemente de un original en francés, por un escriba aragonés.

## La narrativa en verso

### La épica. Los cantares de gesta

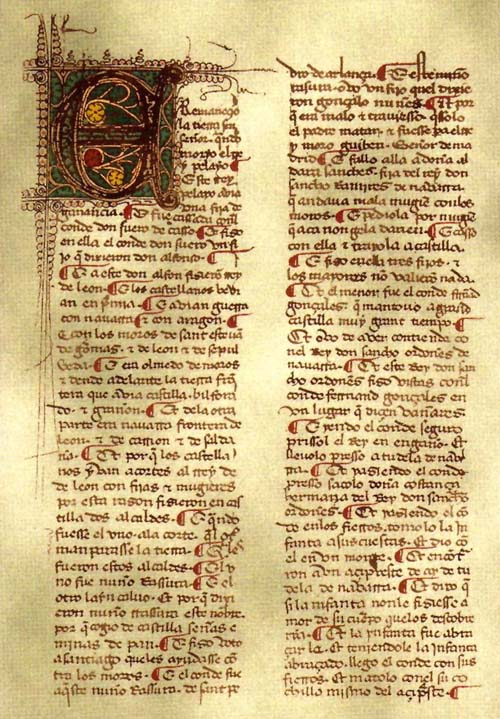
Manuscrito de las Mocedades de Rodrigo

La épica es un subgénero narrativo compuesto en verso y en lengua romance, cuyos orígenes datan del primer tercio del siglo XI. Las narraciones épicas están protagonizadas por héroes que representan, por sus valores, a toda una sociedad; suelen centrarse en acontecimientos relevantes dentro de la historia de un pueblo, por lo que esos héroes terminan por ser considerados símbolos para los mismos.
Es frecuente, además, que el argumento de estas historias gire alrededor de algún problema del protagonista con el valor social de la honra, que constituía la base de todo el sistema ético-político de relaciones vasalláticas en la Edad Media.
La épica castellana toma sus temas, fundamentalmente, de dos acontecimientos históricos:
1. La invasión árabe de la Península y los primeros focos de resistencia cristiana (siglo VIII);
2. Los inicios de la independencia de Castilla (siglo X).

En este sentido,

la épica propiamente española aparece, incluso en sus testimonios más antiguos e indirectos, caracterizada por una temática original (...) y por una visión del mundo bastante distinta de la de la chanson de geste [francesa, anterior en el tiempo]. Lo más importante es que el rechazo de las "historias extranjeras" no lleva solo a buscar en los anales del propio patrimonio asuntos dignos de convertirse en narraciones épicas, sino sobre todo a estructurar estas narracinoes a partir de un modelo cultural autóctono e independiente
Deyermond (1991, María Luisa Meneghetti, «Chansons de geste y cantares de gesta: la singularidad de la épica española», pp. 71-77 (73))

Así las cosas, por influencia de la épica francesa (a través del Camino de Santiago y de la presencia del mundo occitano en el noreste peninsular), la épica castellana solo tomó algunos temas de esta, como por ejemplo la figura de Carlomagno, en el único texto que presenta huellas del llamado ciclo carolingio, el fragmento conservado del Cantar de Roncesvalles.
El poema épico se denomina propiamente cantar de gesta. De los cantares de gesta se dice que son obras que pertenecen al mester de juglaría, pues eran transmitidos y recitados de memoria por los juglares que actuaban en las plazas de los pueblos y ciudades, en los castillos o en las estancias de la corte, a cambio de un pago por sus servicios. Sabían danzar, tocar instrumentos, recitar y realizar ejercicios acrobáticos y circenses. Consecuentemente, los cantares de gesta se representaban con apoyatura musical ante el público, haciendo uso de una monodia: una ligera cadencia final en cada uno de los versos que era subrayada en el primero y último de cada tirada (entonación y conclusión). 
El objetivo de este recitado público era doble: entretener e informar al auditorio, aunque sin propósitos moralizantes ni pedagógicos (propósitos que sí serían propios de las obras del mester de clerecía). 
Se han conservado muy pocos debido a esta transmisión oral. Además del Cantar de mio Cid, que se conserva casi completo, nos han llegado fragmentos del Cantar de Roncesvalles y del Cantar de las Mocedades de Rodrigo. De otros cantares de gesta nos han llegado noticias gracias a las crónicas históricas, que los utilizaron como fuente (por ejemplo, el Cantar de los siete infantes de Lara, que aparece en la Segunda Crónica General —Crónica de 1344, de Pedro de Barcelos— y que está vinculado al ciclo de temas relativo a los Condes de Castilla).
Algunas características de los cantares de gesta de la literatura española son: 
1. Su carácter anónimo.
2. Su gran vitalidad, pues sus temas pervivieron en la literatura posterior (romancero, comedia nacional, drama neoclásico, romántico y moderno, en la lírica, en la novela, etc.)
3. Su realismo, pues se compusieron en fechas cercanas a los hechos que cuentan, por lo que apenas aparecen elementos fantásticos.

Los cantares de gesta fueron tomados como documentos históricos en muchas ocasiones, porque algunos fueron prosificados y así fueron incluidos en crónicas medievales (como la Estoria de España o Primera crónica general de Alfonso X); gracias a esto, algunos se han podido conservar parcialmente.

#### Cantar de mio Cid
La obra española más importante (y única completa) de este género es el Cantar de mio Cid, que se conserva en una copia manuscrita del siglo XIV de un códice de 1207 copiado por Per Abbat de un original fechado entre 1195 y 1207. La fecha de redacción del original se sitúa, por tanto cerca de 1200. 

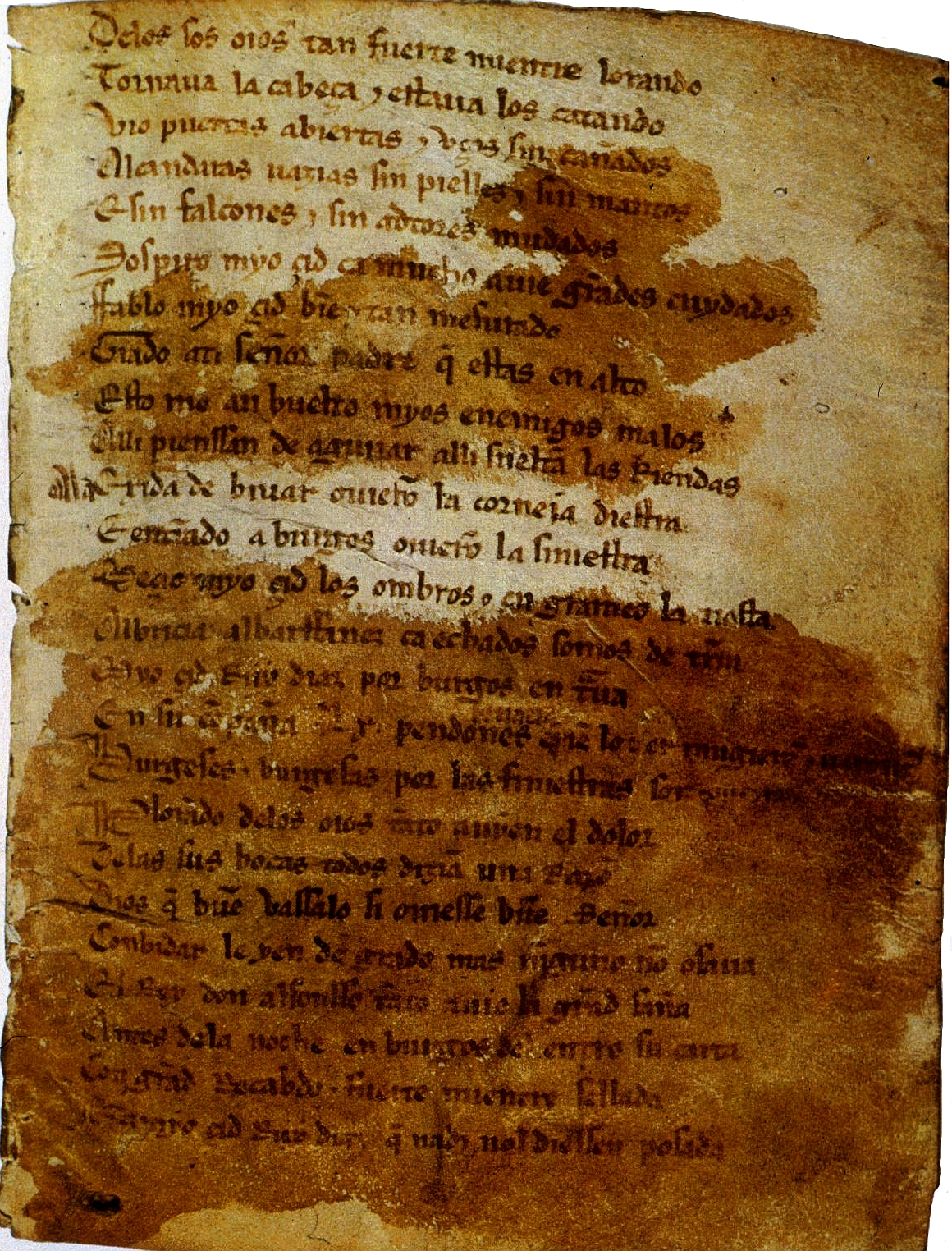
Página inicial del Cantar de mio Cid

La obra ha sido dividida por los editores modernos en tres cantares:
1. El primer cantar trata el destierro del Cid por Alfonso VI, a causa de ciertas intrigas cortesanas. Martín Antolínez logra de dos judíos un préstamo de seiscientos marcos para el Cid, para sus fieles y para mantener a su mujer e hijas en el monasterio de San Pedro de Cardeña. El Campeador conquista Castejón y Alcocer, poblaciones que devuelve a los moros a cambio de un rescate. Cierra el cantar un enfrentamiento con el conde de Barcelona.
2. El segundo cantar se inicia con el asedio y conquista de Valencia. Álvar Fáñez lleva presentes al rey y le pide que consienta a doña Ximena y a sus hijas salir del monasterio para instalarse en Valencia. El rey Alfonso propone casar las hijas del Cid con Fernán y Diego, infantes de Carrión, a lo que este accede. Se celebran vistas a orillas del Tajo y bodas con sus fiestas en Valencia.
3. El cantar tercero se abre con el episodio del león, de carácter novelesco: mientras duerme el Cid, escapa de la red su león, causando el pánico entre los infantes de Carrión, que, tras confirmar su cobardía en la batalla contra el rey Búcar de Marruecos, deciden volver con sus mujeres a sus tierras palentinas. En el robledal de Corpes las golpean y abandonan, por considerarlas impropias de su condición social. El Cid recuerda al rey que, siendo él quien las casó, es suya la afrenta. Alfonso convoca Cortes en Toledo, donde el Cid recobra sus haberes y deja que Pero Bermúdez, Martín Antolínez y Muño Gustioz derroten, respectivamente, a los infantes Fernán y Diego y a su hermano, Asur González. Sus hijas recuperan la honra casándose con los infantes de Navarra y Aragón.

Los hemistiquios oscilan entre las tres y las once sílabas, con claro predominio, en este orden, de heptasílabos, octosílabos y hexasílabos, lo que da versos de longitud variable que se cifra entre 14 y 16 sílabas métricas, y estos se organizan en series o tiradas de un número indefinido de versos asonantes entre sí.
Aparecen, sistemáticamente, a lo largo del poema fórmulas —grupos de palabras que se repiten con ligeras variaciones—. Esto apunta al carácter oral de este género, ya que en el origen de la poesía épica, facilitaría la improvisación y la memorización de los versos. De entre estas fórmulas destacan la omisión de verbos de decir —dijo, preguntó, respondió...— y los epítetos, adjetivos generalmente aplicados a personas o lugares caracterizados positivamente.

### El romancero

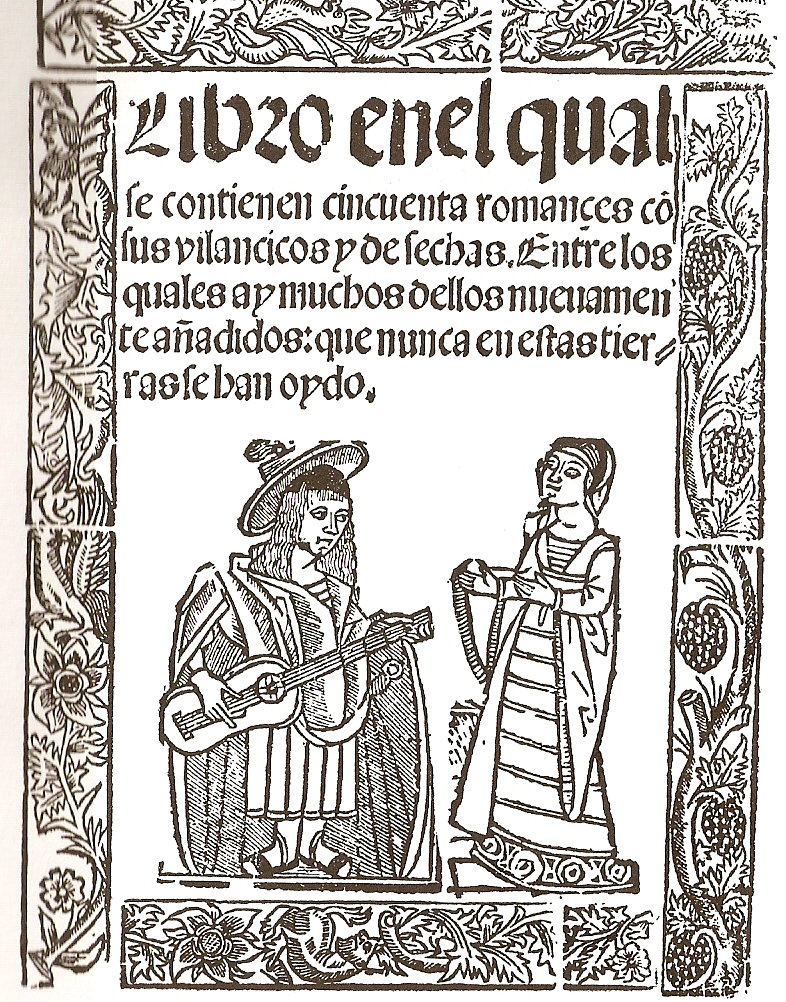
Portada del Libro de los cincuenta romances (c. 1525), primera colección de romances impresa conocida.

La palabra romancero, en el contexto de la literatura medieval, hace referencia al conjunto o corpus de poemas denominados romances que han sido conservados, ya sea por escrito, ya a través de la tradición oral. Compuestos anónimamente a partir del siglo xiv, fueron recogidos por escrito en el xv y conforman lo que se denomina romancero viejo, en contraposición al romancero nuevo, con autores ya reconocidos, compuesto a partir del xvi. Los músicos españoles del Renacimiento utilizaron algunos como texto para sus composiciones.
Los romances derivan, con bastante probabilidad, de los cantares de gesta: ante las actitudes y demandas del público, los juglares y recitadores debieron comenzar a resaltar determinados episodios de esos cantares que destacaban por su interés y singularidad; al aislarlos del conjunto del cantar, se crearían los romances. Este carácter esencial de los mismos, llevaba a que fuesen cantados al son de instrumentos en bailes grupales o en reuniones de entretenimiento o trabajo común.
Formalmente, se trata de poemas no estróficos de carácter épico-lírico; esto quiere decir que, aparte de ser narrativos como los cantares de gesta, presentan ciertos aspectos que los aproximan a la poesía lírica, como la frecuente aparición de la subjetividad emocional.
Al derivar de la épica, los versos son largos, de entre 14 y 16 sílabas, y con rima asonante; estos versos presentan lo que se denomina cesura interna, de forma muy marcada, que tiende a dividirlos en dos partes o hemistiquios con cierta independencia sintáctica. En la evolución del género, estos hemistiquios fueron ganando aún más autonomía, por lo que quedaron fijados en las ocho sílabas, aproximadamente. De ahí que, en ocasiones, y por la influencia de la poesía lírica que utilizaba siempre versos cortos, los romances apareciesen como tiradas de versos octosílabos con rima asonante solo en los versos pares. 
Su temática y naturaleza son muy variadas. Un grupo importante —acaso el más antiguo— pertenece al género épico y podría derivar de cantares de gesta fragmentados y hoy perdidos en su casi totalidad. Otra parte considerable la forman romances líricos de personajes o situaciones muy diversas.
Existen diversas propuestas de clasificación temática; con todo, existen categorías constantes que serían las siguientes:
Romances históricostratan de asuntos y acontecimientos basados en la historia; son característicos los referidos a los problemas fronterizos entre los reinos cristianos y los musulmanes, y los centrados en el rey don Pedro I de Castilla. Entrarían aquí también los llamados de tema francés, los carolingios (que cuentan las hazañas de Carlomagno y otros personajes de su corte) y los bretones (que recogen las leyendas del rey Arturo y los caballeros de la Tabla Redonda);
Romances épicos y legendariossus temas proceden directamente de leyendas o de cantares de gesta; esto es, se trata de historias ya conocidas reelaboradas poéticamente, conservándose como único recuerdo histórico a ciertos personajes;
Romances de aventuras o novelescosson enteramente inventados y presentan rasgos folclóricos, aventureros, amorosos, simbólicos, líricos. El sentimiento amoroso aparece en sus manifestaciones más variadas: desde el erotismo hasta la sombría tragedia conyugal.
Estilísticamente, se suelen clasificar en:
Romances tradicionalesAquellos en los que la acción se presenta de forma más bien dialogada; precisamente por ello, se conocen también con el nombre de romances-escena. La acción se narra casi siempre en tiempo presente, por lo que el público no es tanto un oyente como un espectador y testigo de unos hechos;
Romances juglarescosAquellos cuya narración es más demorada y minuciosa, centrándose en un episodio de forma muy intensa.
Otros rasgos literarios son:
EstructuralmenteSe caracterizan por su fragmentarismo: no cuentan historias completas, sino que buscan la esencialidad y la intensidad, comenzando ex-abrupto y terminando de forma también abrupta, con finales abiertos: la historia que en ellos se cuenta carece de antecedentes y de consecuencias; son relatos autosuficientes en los que solo aparecen los personajes fundamentales;
LingüísticamenteSon proclives a la naturalidad expresiva, a la espontaneidad, al léxico básico, a oraciones breves, al uso de pocos nexos y a preferir la yuxtaposición, a la eliminación de referencias espacio-temporales, al uso de elementos expresivos intensificadores (interjecciones, exclamaciones, apóstrofes, hipérboles...) y a manejar recursos como la personificación, la antítesis, las reiteraciones, los hipérbatos, las enumeraciones, los diminutivos, etc.;
NarrativamentePresentan diversos elementos líricos por el medio del relato. El narrador suele ser neutral y fomenta la intervención de los personajes, introducidos en estilo directo sin verbum dicendi. El lirismo se manifiesta en la acusada tendencia a presentar una visión misteriosa y enigmática de la realidad, con capacidad para convertir en simbólico un pormenor y convertirlo en eje del romance. La alternancia de tiempos verbales, como ocurría en los cantares de gesta, sirve para captar la atención del oyente: el presente histórico se usa para acercar y actualizar la narración, mientras que el indefinido para los momentos culminantes o climáticos; el imperfecto, por su parte, se usa para introducir los matices de cortesía o para proyectar las cosas y los hechos a los ámbitos de la irrealidad. Aparecen, en fin, fórmulas y motivos también característicos de la épica.
El siglo xvii admiró estas composiciones y no dudó en imitarlas y revitalizarlas. Autores como Lope de Vega, Góngora o Quevedo escribieron romances al modo de los antiguos, formando lo que hoy se conoce como Romancero nuevo.

### El mester de clerecía

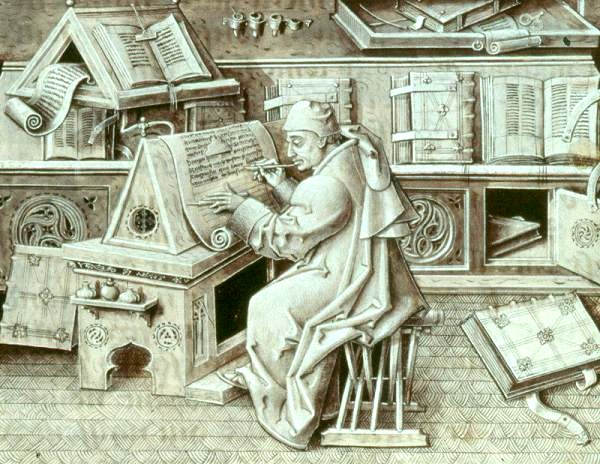
Un clérigo trabajando en el scriptorium

Se denomina mester de clerecía a la técnica literaria (una manera de componer textos literarios) que desarrollaron en el siglo xiii una serie de escritores vinculados a la universidad y a la erudición (la clerecía), y que aplicaron a la creación de obras narrativas en verso. 
Al comienzo del siglo xiii las lenguas vernáculas de la península, y concretamente el castellano, habían alcanzado un grado de madurez relativamente alto. Así, tras una fase dedicada al estudio de su gramática, sobre la base del latín, los clérigos, conocedores además del francés, pudieron elevar al castellano al rango de lengua literaria, o sea, de lengua culta, apta para la escritura de todo tipo de obras. Por otro lado, hacia 1200 la mayoría de la población ya no entendía el latín. En estas circunstancias, debió de parecer inútil seguir usando una lengua solo entendida por una minoría en obras que, por el interés de su contenido histórico, didáctico, moral o religioso, convenía que fuesen conocidas y entendidas por todos. 
El modelo literario que sirvió de punto de referencia para estos escritores fue el Libro de Alexandre, sobre todo en lo que se refiere al uso de la estrofa que caracteriza sus obras: la cuaderna vía. Con todo, el Alexandre es una adaptación libre al castellano de la Alexandreis (h. 1182), obra en latín del francés Gautier de Châtillon, que servía de lectura escolar en las primeras universidades españolas; de ahí la fuerte impronta de la prosodia latina en el Alexandre y, por ejemplo, la proscripción de la sinalefa para obligar a una lectura cuidadosa y despaciosa del texto, característica general de las obras del mester.
De forma sintética, los rasgos definitorios de las obras del mester de clerecía serían los siguientes:
- Son obras compuestas por escrito para ser leídas, no para ser recitadas (como ocurría con las obras del mester de juglaría); su público era, normalmente, culto: monjes, escolares, sacerdotes, etc.
- Una versificación culta y regular, manifestada en la forma estrófica denominada cuaderna vía (cuatro versos monorrimos de catorce sílabas cada uno).

1. uso de una lengua muy influida por el latín, con un estilo muy culto, con abundancia de figuras retóricas.

- Una actitud didáctica y moralizante en el tratamiento de los temas.
- Los argumentos están vinculados a cuatro grandes grupos temáticos: el de los milagros hechos por la Virgen (Milagros de Nuestra Señora); el de la vida de los santos; el de los relatos más o menos libres (Libro de Alexandre); y el de los dichos y castigos de sabios.

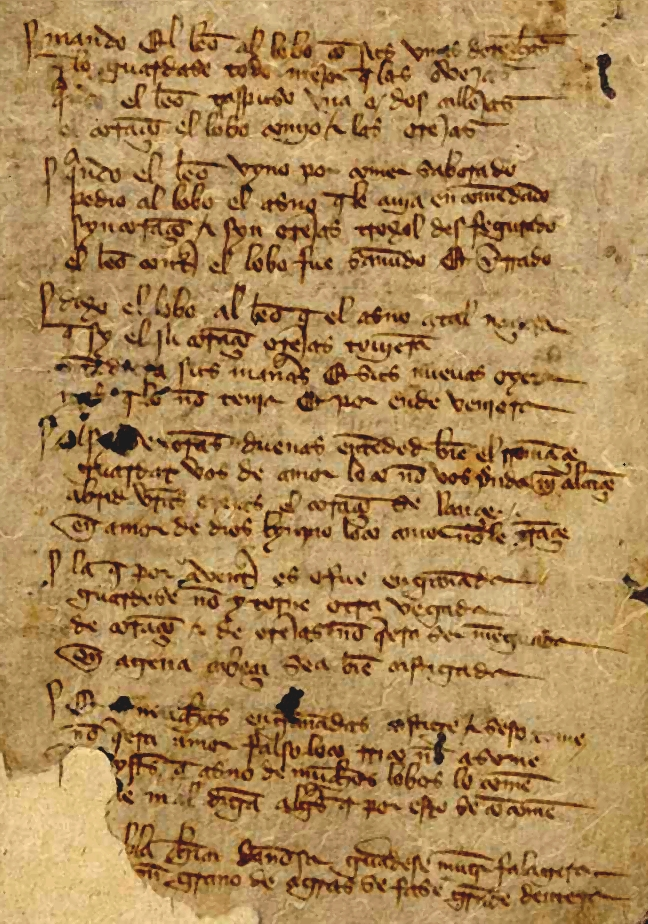
Folio 3r.º del manuscrito T (Toledo) del Libro de buen amor (siglo xiv), conservado en la Biblioteca Nacional de España, Vitr. 6/1.

Las obras más importantes del mester de clerecía son Milagros de Nuestra Señora, de Gonzalo de Berceo, y El Libro de buen amor, de Juan Ruiz, arcipreste de Hita. Otras obras también relevantes son El Libro de Alexandre y El Libro de Apolonio y Rimado de Palacio.

#### Milagros de Nuestra Señora
Se trata de una obra narrativa en verso compuesta por un prólogo y por 25 relatos independientes que tratan sendos milagros llevados a cabo por la Virgen. No son historias enteramente originales de Berceo, por cuanto lo que hace es seguir lo escrito en un manuscrito latino que él recrea.
La intención de la obra es presentar un conjunto de ejemplos morales, pero que ante todo sea un tratado, literario y doctrinal, sobre la Virgen María, en el que sobre todo destaque su carácter de mediadora de todas las gracias.

#### Libro de buen amor
También conocido con el título de Libro del arcipreste, es una narración autobiográfica en verso, ya del segundo cuarto del siglo xiv. Trata, fundamentalmente, del amor. 
Con la excusa del relato de sus propias aventuras amorosas, casi siempre frustradas, el narrador pretende, en última instancia, advertir y aconsejar al lector u oyente sobre el peligro de los pecados de la carne.
Con todo, el libro presenta una estructura muy heterogénea: no solo está inspirado en tradiciones cultas (latinas) y populares a la vez, sino que alterna partes narrativas con otros didácticas, proverbiales y líricas, y pasa del tono humorístico al moralizante de forma continua.
Su interpretación es objeto de controversia entre los especialistas.

## La prosa narrativa de ficción
La prosa en castellano se inició con los géneros de carácter didáctico o moralizante. La prosa de ficción en castellano surgió a mediados del siglo xiii, aunque en aquellos momentos se trataba de obras cuyos modelos remontaban al mundo oriental, aunque no siempre. 

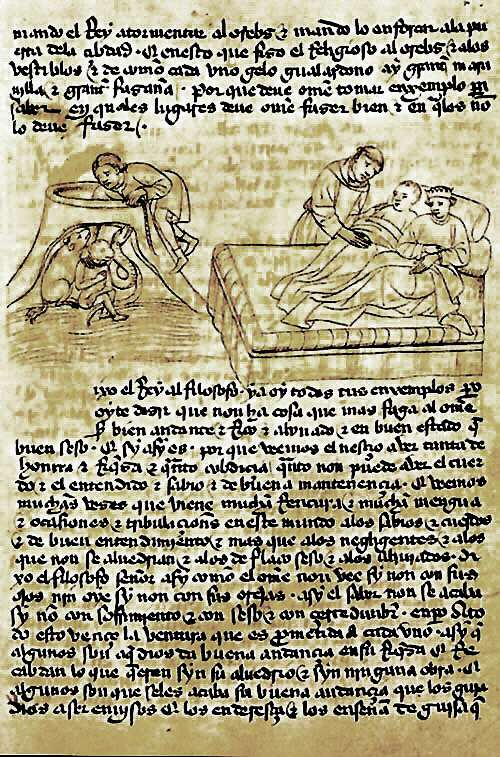
Manuscrito del Calila e Dimna

Se trata de colecciones de cuentos o recopilaciones de exempla como el Calila y Dimna (la primera colección vernácula, basada en una colección hindú de fábulas animales) y el Libro de los engaños e los asayamientos de las mugeres, conocido como Sendebar (cuyo título original pudo haber sido Los assayamientos de las mugeres).
Luego, tras la época de Alfonso X, la prosa, beneficiándose del prestigio adquirido en las obras sobre todo historiográficas, empezará a aparecer como herramienta para componer novelas. De esta manera, las obras novelísticas de la Edad Media son transformaciones de la historiografía, como lo demuestra el hecho de que sus primeras muestras sean adaptaciones libres de temas procedentes de la antigüedad considerados históricos. 

La novela medieval es, toda ella, de tema histórico (o pseudo-histórico), pues todas las narraciones son acogidas como relatos de hechos realmente ocurridos.
Alvar, Mainer y Navarro (2005, p. 206)

Así, pues, al principio, los personajes son siempre individuos de dignidad regia o similar, abriéndose paulatinamente a otros sectores sociales, pero siempre mostrando preferencia por personajes con rasgos atractivos. Consecuentemente, la novela caballeresca se convierte en el género narrativo más abundante de la Edad Media.
En el grupo de novelas de contenido más histórico destaca La gran conquista de Ultramar, sobre las cruzadas del siglo xi (y en la que aparece la famosa historia del Caballero del cisne). 
El siglo xiv se abre con el Libro del cavallero Çifar, primer libro de caballerías hispánico. Su elaboración se inicia en tiempos de Sancho IV y su estructura se enriquece a lo largo del siglo xiv. Comienza como una adaptación de la vida de san Eustaquio, sobre la que se ensamblan diversos elementos. La redacción que nos ha llegado se compone de dos prólogos y cuatro partes. Las dos primeras partes —«El caballero de Dios» y «El rey de Mentón»— siguen una historia de separación y encuentro de los miembros de una familia. En ellas se entretejen colecciones de ejemplos y sentencias. La tercera parte, titulada “Castigos del rey de Mentón”, recoge los consejos que Zifar —ya rey de Mentón— da a sus hijos Garfin y Roboán. La cuarta narra la historia de Roboán desde que abandona el reino de Mentón hasta que consigue ser coronado emperador. 
El aumento de la presencia de los episodios amorosos en las novelas de caballerías dio como resultado la aparición, entre mediados del siglo xv y 1548, del género de la ficción sentimental. Aun teniendo como fondo relatos propiamente caballerescos, el ambiente ahora es el mismo que se refleja en la poesía cancioneril: la vida cortesana. Las tramas suelen ser dobles, y se centran en la separación de los amantes; abundan en esta novelas los recursos tendentes a conferir verosimilitud a lo narrado, especialmente el autobiografismo y el uso del discurso directo de los personajes (cartas, intervenciones...). Todos estos rasgos se encuentran fijados en la novela de Juan Rodríguez del Padrón, Siervo libre de amor, y en la obra maestra del género, Cárcel de amor (h. 1488), de Diego de San Pedro. 
El gallego Juan Rodríguez del Padrón nace a finales del siglo xiv y viaja por Europa, antes de tomar el hábito franciscano en 1441 en Jerusalén. La primera de sus obras es la más importante, por inaugurar el nuevo género de la ficción sentimental, que culminará con el fin de siglo: se trata del Siervo libre de amor (1439). Con estilo latinizante narra, en su primera parte, cómo la amada desprecia al amante por confiar a un falso amigo su pasión. El Entendimiento, personaje alegórico, disuade en la segunda parte al protagonista de la idea del suicidio e introduce la Estoria de dos amadores —amor trágico de Ardanlier y Liesa, que termina con la muerte de ambos—. Se establece una tercera parte en que el autor, solo y desesperado de amor, encuentra una extraña nave que lo aguarda.
La ficción sentimental alcanza su mayor éxito con Diego de San Pedro y su Cárcel de amor. El argumento es el siguiente: Leriano consigue del Autor que la princesa Laureola corresponda a su amor, respondiendo una carta suya. Denunciada a su padre, el rey, Laureola es condenada a muerte y salvada por Leriano, que, al ver su amor rechazado, se quita la vida bebiendo las cartas de Laureola disueltas en veneno. 
Al canciller de Castilla, Pero López de Ayala (1332-1407), debemos la Crónica del rey don Pedro, a la que siguieron las de Enrique II, Juan I y Enrique III. Son unas narraciones que presentan personajes y situaciones vividas por él, con puntos de vista y justificaciones de su actitud no siempre clara.
Por último, a finales del siglo xv aparece la novela dialogada La Celestina, obra de transición hacia el Renacimiento.

### Don Juan Manuel

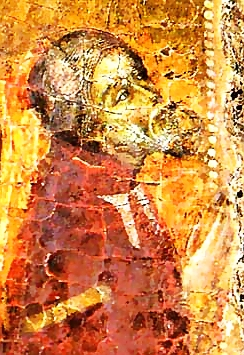
Retrato de don Juan Manuel

Don Juan Manuel (1282-1348), sobrino de Alfonso X, es el prosista de más personalidad del siglo xiv. 
Su primer libro debió escribirlo entre 1320 y 1324: es la Crónica abreviada, resumen de una de las derivadas de las de Alfonso X. El Libro de los estados, escrito entre 1327 y 1332, es un desahogo de sus preocupaciones y amarguras. En él expone la realidad política y social de su tiempo. 
Su obra más conocida es el Libro de los enxiemplos del Conde Lucanor e de Patronio, compuesto en 1335. Consta de dos prólogos y cinco partes, la primera de las cuales es la más célebre por sus cincuenta y un ejemplos o cuentos, tomados de fuentes diversas: árabes, latinas o de crónicas castellanas. 
Todas las narraciones de esta primera parte tienen la misma estructura:
- Introducción: El Conde Lucanor tiene un problema y le pide consejo a Patronio.
- Núcleo: Patronio cuenta un cuento que se asemeja al problema planteado.
- Aplicación: Patronio aconseja la manera adecuada de solucionar el problema, en relación con el cuento narrado.
- Moraleja: Se termina con dos versos en los que el autor resume la enseñanza de la narración.

### La Celestina
La Celestina es el título por el que se conoce la Comedia o Tragicomedia de Calisto y Melibea, la cual fue publicada en dos versiones diferentes: una en 1499, que constaba de 16 actos; y otra, en 1508, que tiene 21. Pertenece al género de la comedia humanística, género inspirado en la comedia latina, que estaba destinado a ser leído y no representado.
El autor es Fernando de Rojas, nacido en La Puebla de Montalbán (Toledo), hacia 1475, de familia conversa (judíos convertidos al cristianismo), que estudió leyes en Salamanca y fue alcalde de Talavera de la Reina. Murió en 1541.
La obra cuenta cómo Calisto, joven noble, entra en un jardín para recobrar su halcón perdido, y allí conoce a Melibea, de la que se enamora y que le rechaza inicialmente. Calisto, por consejo de su criado Sempronio, contrata los servicios de Celestina para alcanzar los favores de la muchacha. Aquella consigue con sus trucos concertar una cita entre Calisto y Melibea y, como premio, recibe del enamorado una cadena de oro. Sempronio y Pármeno, criados de Calisto y socios de Celestina en el negocio, reclaman su parte. La anciana se niega al reparto y ambos la asesinan, crimen por el que son ajusticiados. Sus compañeras, Elicia y Areúsa, deciden vengarse por lo sucedido en las personas de los amantes contratando a Centurio. Una noche, estando Calisto con Melibea, al oír los ruidos provocados por Centurio y sus acompañantes, el amante resbala de una escala y muere. Melibea, desesperada, se arroja al vacío desde una torre de la casa de su padre, Pleberio, quien cierra la obra con un lamento por su hija muerta.

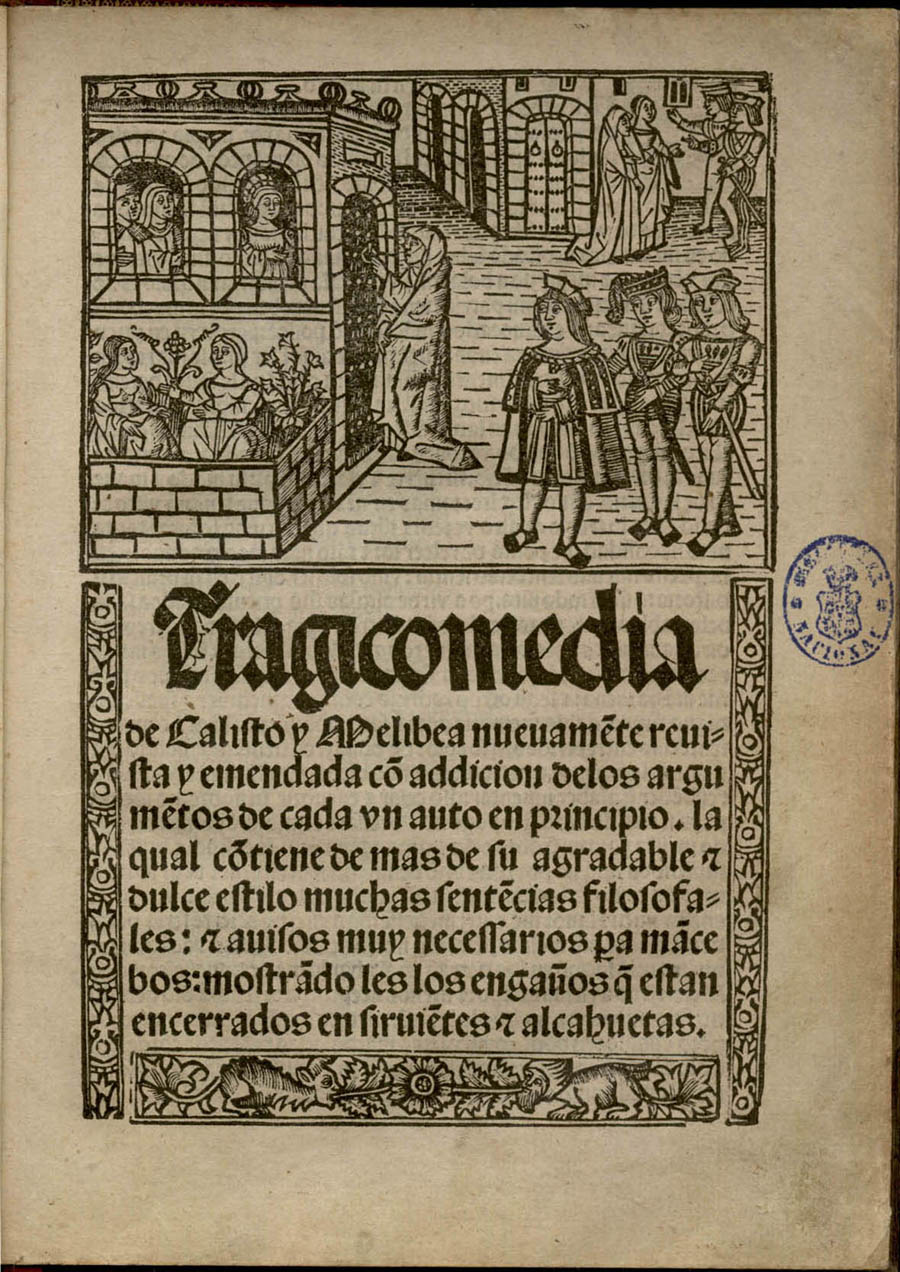
Una edición impresa de La Celestina

El rasgo más llamativo de la obra es su realismo, al retratar el ambiente burgués y la crisis de los ideales heroicos y religiosos frente a la importancia que adquiere el dinero.
Como declara Fernando de Rojas en los dos prólogos de la obra, el tema de la misma es advertir contra la corrupción que ocasionan los malos y lisonjeros sirvientes y contra los males que provoca el amor profano; por otra parte, en un plano superior, el tema es la concepción de la vida como una lucha a la manera de Heráclito: "Todas las cosas son criadas a manera de contienda o batalla". De ahí que se enfrenten siempre los estamentos sociales de los señores y los siervos, los sexos y aun el mismo lenguaje, que por un lado abunda en rasgos populares (exclamaciones, palabras patrimoniales, refranes, frases cortas, diminutivos, sintaxis suelta) y por otro en rasgos cultos y cortesanos (expresiones engoladas y latinizantes, cultismos, sentencias y apotegmas de autor conocido, periodos largos, hipérbaton). 
Los personajes celestinescos también muestran una perfecta caracterización y el autor los suele agrupar en parejas para construir mejor por contraste su psicología: los criados Pármeno (joven y aún idealista) y Sempronio (más viejo y cínico); Tristán y Sosia, los criados que les sustituyen; las prostitutas Elicia y Areusa, una más independiente que la otra; los privilegiados Calisto y Melibea, Pleberio y Alisa... Solamente dos personajes aparecen más o menos aislados: Celestina, que representa la subversión del placer sexual, y la criada de Melibea, Lucrecia, que encarna la represión y el resentimiento. 
Melibea es una mujer enérgica y que toma sus propias decisiones. Es arrogante, apasionada, hábil para improvisar y con un carácter fuerte. 
Calisto se muestra débil de carácter, que olvida sus obligaciones y solo piensa en sí mismo y en el interés sexual por Melibea. 
Celestina se presenta como una persona vital, movida fundamentalmente por la codicia. 
Los criados no guardan fidelidad a su amo y buscan su propio beneficio también. Esta actitud la muestra Sempronio desde el principio y Pármeno una vez que sus advertencias sobre Celestina son despreciadas por Calisto y Celestina lo corrompe con ayuda de una pupila suya. 
El lenguaje se muestra también con total realismo. Así, se utiliza el lenguaje culto (lleno de figuras retóricas, especialmente antítesis y geminaciones, hipérbaton, homoteleuton, cultismos, etc.) y el lenguaje vulgar (repleto de obscenidades, palabras malsonantes, amenazas, refranes, etc.). Cada personaje utiliza el nivel del lenguaje que le es propio. Celestina utilizará el que más le interese en función del personaje con el que hable.

## El teatro medieval

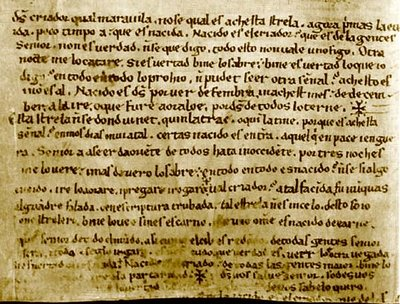
Página del Auto de los Reyes Magos

El teatro medieval castellano cuenta con testimonios confusos, escasos e irregulares, hasta el punto de haberse puesto en duda su existencia hasta finales del siglo xv. 
1. De la segunda mitad del siglo xii consideramos el primer ejemplo de teatro castellano. Es el Auto de los Reyes Magos, procedente de la catedral de Toledo. La lengua del fragmento desconcierta y apunta a una posible fuente francesa.
2. Es probable que en la Península se hayan perdido más textos de representaciones teatrales que de otros géneros literarios. Algunas leyes de Alfonso X o normas de sínodos eclesiásticos apuntan a manifestaciones dramáticas imprecisas, realizadas por juglares de diversa formación.
3. Hasta finales del siglo xv, no publicará sus representaciones quien se considera padre del teatro castellano: Juan del Encina (1469-1529). La estructura de sus obras se irá complicando a medida que va adquiriendo una mayor maestría en el género. Fundamental —por lo que respecta al aprendizaje de nuevas técnicas— es su viaje a Roma en 1499. Su última obra es la más ambiciosa fue la Égloga de Plácida y Vitoriano.

Compañero, rival y admirador suyo sería el también salmantino Lucas Fernández (1474-1542), cuya obra resulta difícil de fechar, aunque se supone realizada hacia 1500. La edición de sus Farsas y églogas aparece en 1514 en Salamanca. Este autor parte de presupuestos próximos a los de Juan del Encina, pero prolonga la extensión y el número de personajes.
Posiblemente se hayan perdido muchos de los autos que se debieron representar a lo largo del siglo xv. Un códice de la segunda mitad del siglo xvi, llamado Códice de Autos Viejos conserva numerosas obras, representadas en muy diversos lugares de la Península, que podrían ser reelaboraciones de estos textos medievales.